# اريك غولدمان
اريك غولدمان (بالإنجليزية: Eric Goldman)‏ هو عالم أمريكي، ولد في 15 أبريل 1968 في ماديسون في الولايات المتحدة.